# 2019冠状病毒病陕西省疫情
| 地区                                                         | 现存确诊 | 累计确诊 | 死亡 | 治愈 |
| 全省                                                         | 0        | 2826     | 3    | 2823 |
| ------------------------------------------------------------ | -------- | -------- | ---- | ---- |
| 西安市                                                       | 0        | 2187     | 3    | 2184 |
| 铜川市                                                       | 0        | 10       | 0    | 8    |
| 宝鸡市                                                       | 0        | 13       | 0    | 13   |
| 咸阳市                                                       | 0        | 32       | 0    | 32   |
| 渭南市                                                       | 0        | 18       | 0    | 18   |
| 延安市                                                       | 0        | 21       | 0    | 21   |
| 汉中市                                                       | 0        | 26       | 0    | 26   |
| 榆林市                                                       | 0        | 10       | 0    | 3    |
| 安康市                                                       | 0        | 26       | 0    | 26   |
| 商洛市                                                       | 0        | 10       | 0    | 7    |
| 杨凌示范区                                                   | 0        | 1        | 0    | 1    |
| 韩城市                                                       | 0        | 1        | 0    | 1    |
| 兴平市                                                       |          |          |      |      |
| 彬州市                                                       |          |          |      |      |
| 境外输入人员                                                 | 0        | 483      | 0    | 483  |
| 截至2022年2月5日24时（确诊个案数据包含已痊愈病例和死亡病例） |          |          |      |      |

2019冠状病毒病陕西省疫情，介绍2019冠狀病毒病疫情中，在中华人民共和国陕西省发生的情况。截至2022年2月5日24时，陕西省累计报告本土确诊病例2343例，在院0例、出院2340例、死亡3例；累计报告境外输入确诊病例483例，全部出院。

## 时间线

### 2020年1月

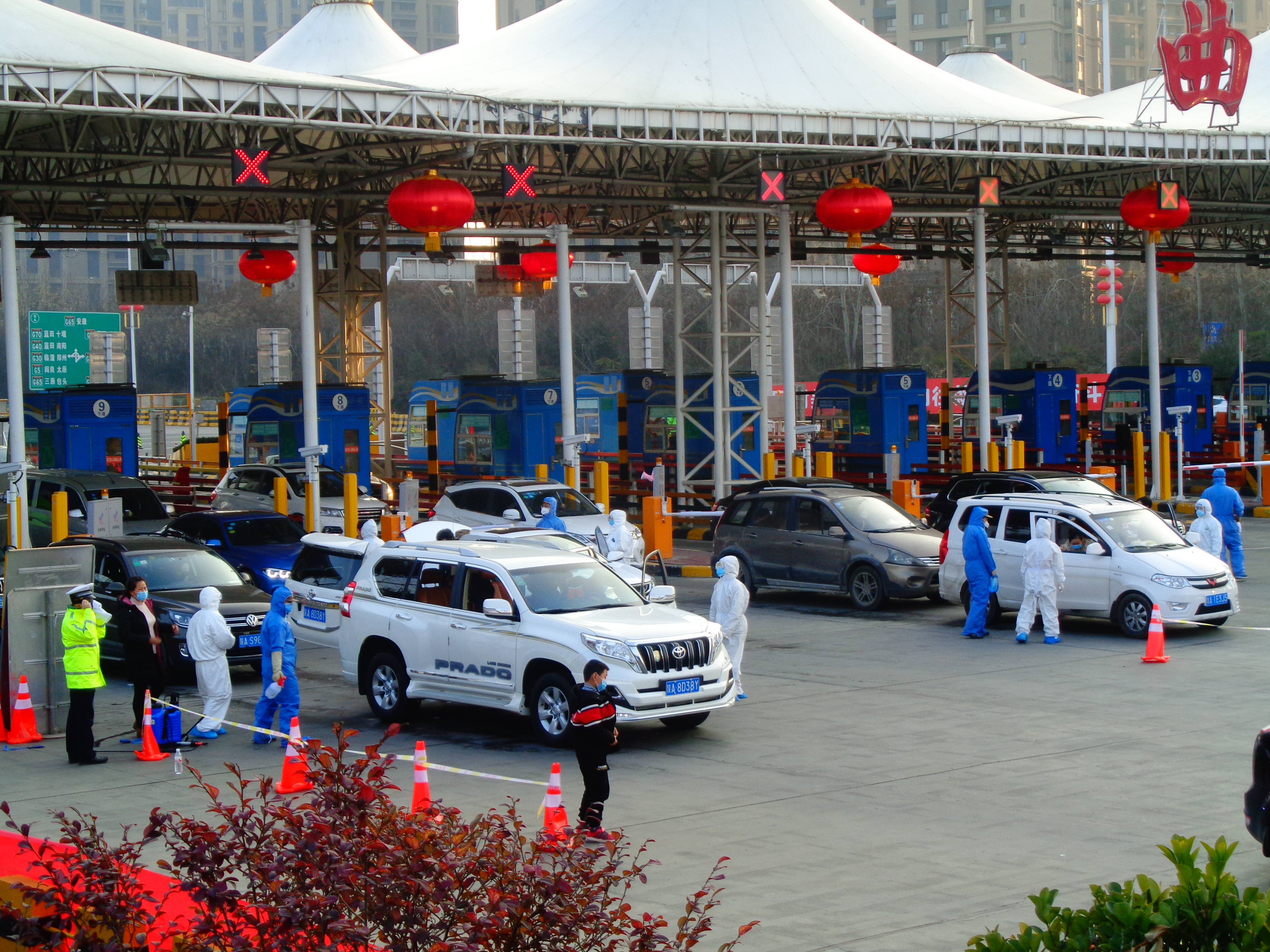
西安市雁塔区西安绕城高速公路曲江收费站的防疫检查（2020年1月30日）

1月23日，陕西省卫生健康委员会发布消息称，自1月22日下午5时至1月23日上午8时，在西安、咸阳、延安发现4例来自武汉或与武汉病例有接触并出现发热等呼吸道症状患者，其中西安2例，咸阳1例，延安1例，目前均在定点医院隔离治疗，病情稳定，密切接触者已实行医学观察。患者实验室检验结果按规定复核中。同日，陝西確認有3例確診。
1月24日晚，陕西省卫生健康委员会通报称，陕西新增2例新型冠状病毒感染的肺炎确诊病例，其中安康市1例、延安市1例。
1月25日，陕西省通报新增病例10例，其中一名患者是9歲武漢女童，她周一到銅川市探親，翌日出現症狀，自行服藥無效後到醫院求醫，目前在當地傳染病醫院隔離治療，情況穩定。
1月26日，陕西省通报新增病例7例，累计新增病例22例。同日，西安自當晚6時起實施交通管制，所有省際長途客運及旅遊包車暫停進入。
1月27日，陕西省通报新增13例新型肺炎确诊病例，新增重症患者2例。
1月28日，陕西省通报新增11例新型肺炎确诊病例，新增确诊病例中，西安市3例、宝鸡市3例、渭南市2例、汉中市1例、安康市1例、商洛市1例。
1月29日，陕西省通报新增10例新型肺炎确诊病例，新增确诊病例中，西安市3例、宝鸡市1例、咸阳市1例、延安市1例、汉中市2例、安康市2例。
1月30日，陕西省通报新增7例新型肺炎确诊病例，新增重症患者1例。新增确诊病例中，西安市4例、渭南市1例、榆林市1例、韩城市1例。
1月31日，陕西省通报新增24例新型肺炎确诊病例。新增确诊病例中，西安市10例、咸阳市1例、渭南市1例、延安市4例、汉中市5例、安康市3例。

### 2020年2月

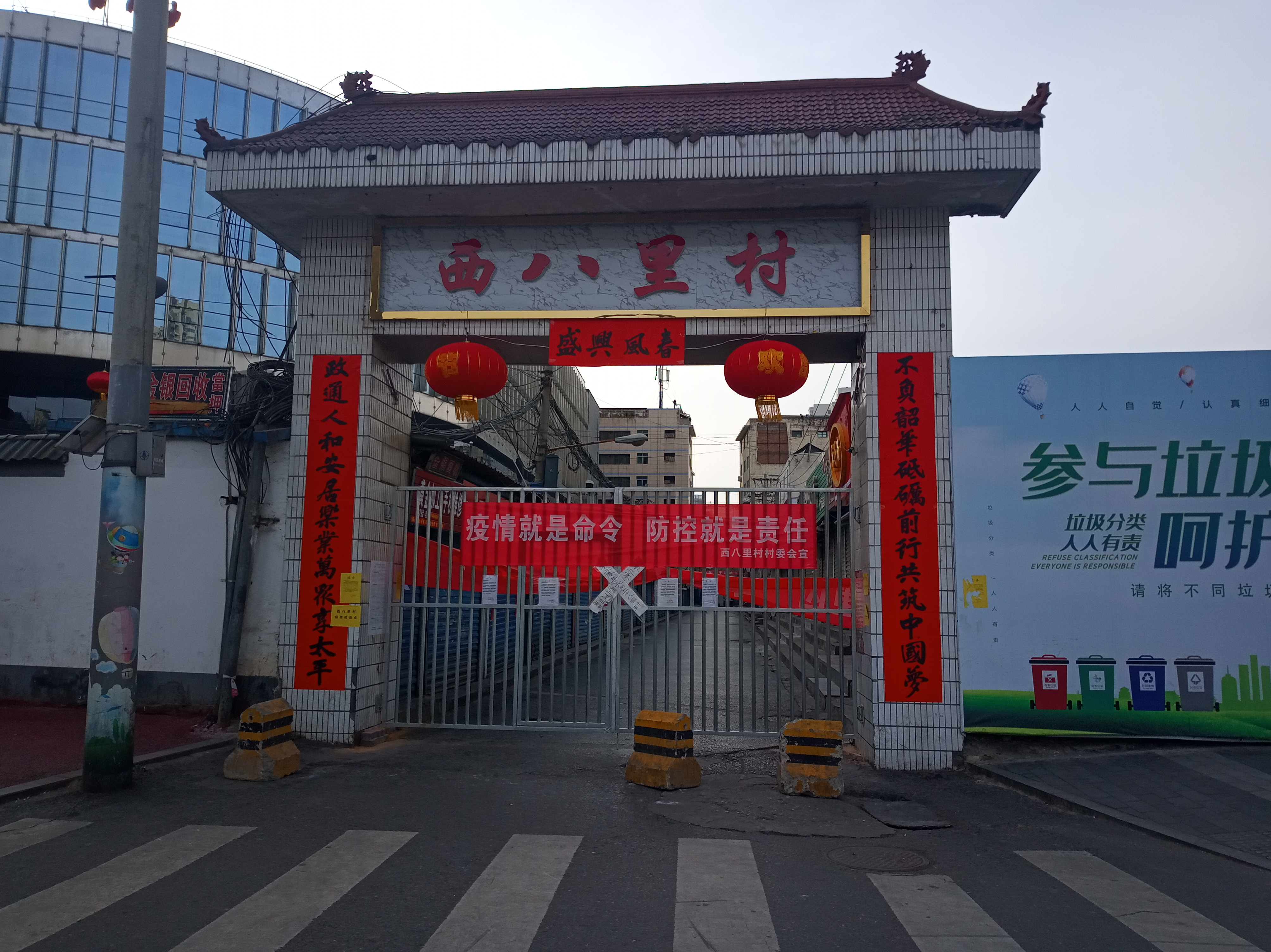
已经封闭的西八里村，于西安市雁塔区（2020年2月2日）

2月1日，陕西省通报新增10例新型肺炎确诊病例。新增确诊病例中，西安市8例、宝鸡市2例，咸阳市2例，汉中市2例，安康市1例。
2月2日，陕西省通报新增15例新型肺炎确诊病例。新增确诊病例中，西安市8例、宝鸡市1例、咸阳市1例、铜川市1例、汉中市2例、安康市2例。
2月3日，新增12例新型冠状病毒感染的肺炎确诊病例。新增确诊病例中，西安市8例、宝鸡市1例、铜川市1例、渭南市1例、安康市1例。
2月4日，新增14例新型冠状病毒感染的肺炎确诊病例，新增重症患者1例。新增确诊病例中，西安市5例、宝鸡市2例、咸阳市2例、汉中市1例、商洛市3例、杨凌示范区1例。
2月5日，新增23例新型冠状病毒感染的肺炎确诊病例（首次在孕妇中发现确诊病例）。新增确诊病例中，西安市10例、咸阳市4例、渭南市3例、汉中市3例、安康市2例、商洛市1例。
2月6日，新增8例新型冠状病毒感染的肺炎确诊病例。新增确诊病例中，西安市4例、汉中市1例、安康市2例、榆林市1例。
2月7日，新增11例新型冠状病毒感染的肺炎确诊病例。新增确诊病例中，西安市6例、宝鸡市2例、铜川市1例、汉中市1例、商洛市1例。
2月8日，陕西新增11例新型冠状病毒感染的肺炎确诊病例。新增确诊病例中，西安市8例、咸阳市1例、延安市1例、榆林市1例。
2月9日，陕西新增13例新冠肺炎确诊病例。新增确诊病例中，西安市8例、宝鸡市1例、渭南市4例。同日，西安市雁塔区新型冠状病毒感染的肺炎疫情防控指挥部办公室通报，一名在肯德基餐厅工作的员工被确诊为新型冠状病毒感染的肺炎确诊患者。
2月10日，陕西新增5例新冠肺炎确诊病例。新增确诊病例中，西安市2例、咸阳市1例、渭南市1例、安康市1例。陕西累计报告新冠肺炎确诊病例213例（26例治愈出院），其中输入性病例111例，密切接触者90例，无明确接触史病例12例。累计确诊病例中，西安市98例、宝鸡市13例、咸阳市17例、铜川市8例、渭南市14例、延安市8例、榆林市3例、汉中市21例、安康市22例、商洛市7例、杨凌示范区1例，韩城市1例。
2月21日，西安開始开放部分景区和公园。
2月23日，陕西省应对新型冠状病毒感染肺炎疫情工作领导小组办公室发布《关于切实做好分区分级防控恢复生产生活正常秩序的实施意见》，決定取消村组、小区封闭，恢复市场经营和交通秩序。

### 2020年3月

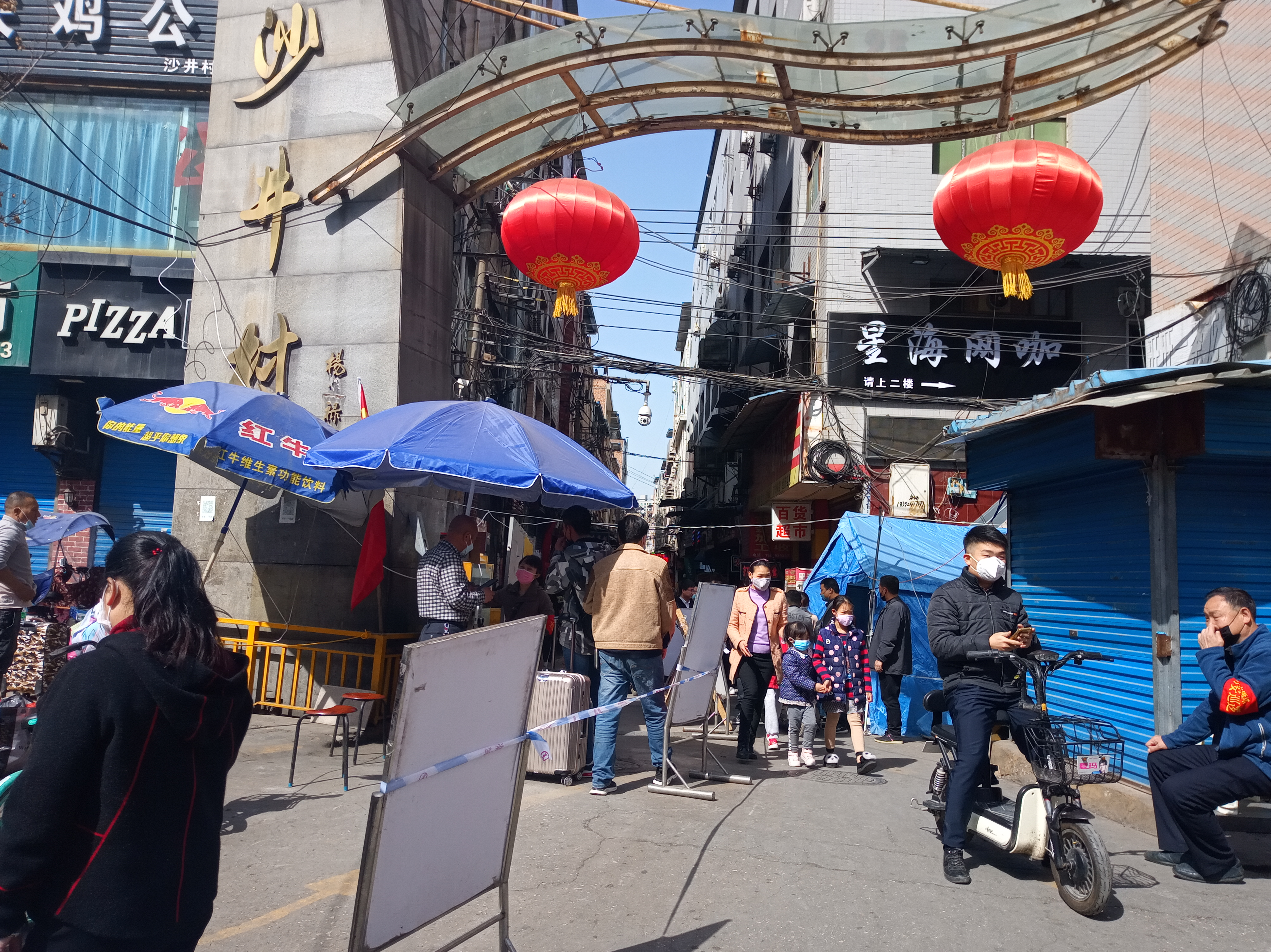
可扫描健康码出入的沙井村，于西安市雁塔区（2020年3月14日）

截至3月11日8时，陕西累计报告新冠肺炎确诊病例245例，227例治愈出院，1例死亡。
3月11日8时至12日8时，陕西无新增新冠肺炎确诊病例，新增死亡1例。
3月16日，陕西省新增1例境外（印度尼西亚）输入新冠肺炎确诊病例；19日新增1例境外（菲律宾）输入新冠肺炎确诊病例；20日新增1例境外（英国）输入新冠肺炎确诊病例。
3月23日8时至24日8时，陕西省新增1例来自英国的境外输入新冠肺炎确诊病例，陕西本地无新增确诊病例，治愈出院1例。23日当天，西安咸阳国际机场首次有原定飞往北京的国际航班入境，即原定由阿布扎比飞往北京的阿提哈德航空EY888号班机，机上382名旅客均接受了体温测量、流行病学调查、核酸检测，而24日7时报告的确诊病例正是该航班的旅客之一，执飞该航班的飞机则于3月24日早上离开西安，准备返回阿布扎比。
3月24日8时至25日8时，陕西新增1例来自西班牙的输入新冠肺炎确诊病例。患者为西班牙某大学硕士研究生。3月17日8时患者独自乘网约车前往西班牙马德里巴拉哈斯国际机场，11时30分乘CX320航班由西班牙马德里飞往香港。3月18日7时到达香港国际机场，16时56分乘KA896航班由香港飞往上海浦东，当晚19时抵达上海浦东，在上海浦东国际机场临时隔离点停留一晚。3月19日13时20分乘MU2156航班由上海飞往西安，15时50分抵达西安咸阳机场，由专车送至集中隔离酒店医学观察。从境外返回西安途中，该患者除吃饭喝水外，全程佩戴N95口罩（无呼吸阀）。3月20日晚患者在酒店洗澡后，自述衣着单薄，在窗户边抽烟受凉。3月21日4时左右患者自感发热，测量体温37.5℃，自行服药，当天隔离酒店工作人员联系120急救车，当晚22时将患者送往西安医专附属医院住院单独隔离治疗。3月22日，西安医专附属医院核酸检测结果报告阳性，3月24日10时第三方核酸检测结果报告阳性。3月24日24时由120送往陕西省传染病院（西安市第八医院）隔离治疗。3月25日1时58分，西安市疾控中心核酸检测结果报告阳性。陕西省传染病院（西安市第八医院）结合患者流行病学史、症状、体征及核酸检测结果等，诊断为新冠肺炎确诊病例。
3月25日8时至26日8时，陕西新增3例境外（英国1例、菲律宾1例、美国1例）输入新冠肺炎确诊病例。

### 2020年4月
4月20日，陕西新增境外输入新冠肺炎确诊病例21例，治愈出院1例。
4月22日，新增境外输入确诊病例2例。
4月24日8时至25日8时，陕西新增境外输入新冠肺炎确诊病例7例。
4月27日8时至28日8时，陕西新增境外输入新冠肺炎确诊病例20例，为4月26日国航CA910（莫斯科-北京首都）航班的入境旅客。

### 2020年5月
5月5日8时至6日8时，陕西新增2例境外输入新冠肺炎确诊病例，为4月26日国航CA910（莫斯科-北京首都）航班的入境旅客。

### 2020年6月
6月6日8时至6月7日8时，陕西新增境外输入新冠肺炎确诊病例2例。
6月13日8时至6月14日8时，陕西新增境外输入新冠肺炎确诊病例2例。
6月16日8时至6月17日8时，陕西新增境外输入新冠肺炎确诊病例1例。
6月20日8时至6月21日8时，陕西新增境外输入新冠肺炎确诊病例2例。
6月21日8时至6月22日8时，新增报告1例境外输入确诊病例。
6月23日8时至6月24日8时，新增报告境外输入确诊病例2例、无症状感染者1例。
6月27日，陕西新增报告境外输入确诊病例1例。

### 2020年7月
7月5日，陕西新增报告1例境外输入确诊病例。
7月16日，陕西省新增报告1例境外输入确诊病例。
7月22日，陕西省新增报告1例境外输入确诊病例。
7月29日，陕西省新增报告1例境外输入确诊病例。

### 2020年8月
8月1日，陕西省新增报告2例境外输入确诊病例。
8月4日，陕西省新增报告1例境外输入确诊病例。
8月9日，陕西新增报告3例境外输入确诊病例，分别为7月31日新加坡至西安MU2070航班乘客、8月7日新加坡至西安MU2070航班乘客、8月8日阿拉木图至西安CA636航班乘客。
8月10日，陕西新增报告9例境外输入确诊病例，其中1例为7月31日新加坡至西安MU2070航班乘客、1例为8月8日伊斯兰堡至北京CA946航班乘客、7例为8月8日阿拉木图至西安CA636航班乘客。
8月11日，陕西新增报告1例境外输入确诊病例。
8月13日，陕西省新增报告5例境外输入确诊病例。
8月14日，陕西省新增报告2例境外输入确诊病例。
8月15日，陕西省新增报告3例境外输入确诊病例。
8月16日，陕西省新增报告3例境外输入确诊病例。
8月17日，陕西省新增报告2例境外输入确诊病例。
8月18日，陕西省新增报告2例境外输入确诊病例。
8月21日，陕西省新增报告2例境外输入确诊病例。
8月22日，陕西省新增报告境外输入确诊病例2例。
8月24日，陕西省新增报告境外输入确诊病例2例。
8月31日，陕西省新增报告境外输入确诊病例1例。

### 2020年9月
9月2日，陕西省新增报告境外输入确诊病例6例。
9月3日，陕西省新增报告境外输入确诊病例2例。
9月4日，陕西省新增报告境外输入确诊病例1例。
9月5日，陕西省新增报告境外输入确诊病例3例。
9月7日，陕西省新增报告境外输入确诊病例1例。
9月10日，陕西省新增报告境外输入确诊病例1例。
9月11日，陕西省新增报告境外输入确诊病例1例。
9月12日，陕西省新增报告境外输入确诊病例1例。
9月15日，陕西省新增报告境外输入确诊病例1例。
9月16日，陕西省新增报告境外输入确诊病例2例。
9月17日，陕西省新增报告境外输入确诊病例13例。
9月18日，陕西省新增报告境外输入确诊病例2例。
9月20日，陕西省新增报告境外输入确诊病例2例。
9月23日，陕西省新增报告境外输入确诊病例1例。
9月25日，陕西省新增报告境外输入确诊病例1例。
9月28日，陕西省新增报告境外输入确诊病例3例。
9月29日，陕西省新增报告境外输入确诊病例2例。
9月30日，陕西省新增报告境外输入确诊病例1例。

### 2020年10月
10月1日，陕西省新增报告境外输入确诊病例1例。
10月2日，陕西省新增报告境外输入确诊病例1例。
10月3日，陕西省新增报告境外输入确诊病例2例。
10月5日，陕西省新增报告境外输入确诊病例1例，确诊病例治愈出院1例。
10月7日，陕西省新增报告境外输入确诊病例1例。
10月8日，新增报告境外输入确诊病例10例。
10月9日，新增报告境外输入确诊病例3例。
10月13日，新增报告境外输入确诊病例3例。
10月14日，新增境外输入病例2例。
10月16日，新增报告境外输入确诊病例1例。
10月17日，新增报告境外输入确诊病例2例。
10月18日，新增报告境外输入确诊病例2例。
10月23日，新增报告境外输入确诊病例3例。
10月24日，新增报告境外输入确诊病例1例。
10月25日，新增报告境外输入确诊病例2例。
10月26日，新增报告境外输入确诊病例3例。
10月27日，新增报告境外输入确诊病例6例。
10月28日，新增报告境外输入确诊病例1例。
10月31日，新增报告境外输入确诊病例1例。

### 2020年11月
11月3日，新增报告境外输入确诊病例1例。
11月4日，新增报告境外输入确诊病例3例。
11月6日，新增报告境外输入确诊病例4例。
11月7日，新增报告境外输入确诊病例9例。
11月9日，新增报告境外输入确诊病例1例。
11月10日，新增报告境外输入确诊病例1例。
11月11日，新增报告境外输入确诊病例2例。
11月12日，新增报告境外输入确诊病例1例。
11月13日，新增报告境外输入确诊病例1例。
11月14日，新增报告境外输入确诊病例2例。
11月15日，新增报告境外输入确诊病例1例。
11月19日，新增报告境外输入确诊病例3例。
11月21日，新增报告境外输入确诊病例2例。
11月22日，新增报告境外输入确诊病例1例。
11月23日，新增报告境外输入确诊病例2例。
11月24日，新增报告境外输入确诊病例1例。
11月26日，新增报告境外输入确诊病例1例、无症状感染者3例。
11月28日，新增报告境外输入确诊病例1例，确诊病例治愈出院3例。
11月30日，新增报告境外输入确诊病例1例，确诊病例治愈出院1例。

### 2020年12月
12月1日，新增报告境外输入确诊病例1例，确诊病例治愈出院1例。
12月2日，新增报告境外输入确诊病例1例（来自俄罗斯），确诊病例治愈出院1例。
12月5日，新增报告境外输入确诊病例1例（来自巴基斯坦），确诊病例治愈出院1例。
12月19日，新增报告境外输入确诊病例2例（均来自阿联酋）。
12月25日，新增报告境外输入确诊病例1例（来自哥伦比亚）。
12月30日，新增报告境外输入确诊病例1例（来自乌兹别克斯坦）。
12月31日，新增报告境外输入确诊病例1例（来自比利时）。

### 2021年1月
1月1日，新增报告境外输入确诊病例1例（来自西班牙）。
1月2日，新增报告境外输入确诊病例2例（分别来自日本和巴基斯坦）。
1月3日，新增报告境外输入确诊病例6例（均来自巴基斯坦）。
1月5日，新增报告境外输入确诊病例3例（均来自巴基斯坦）。
1月6日，新增报告境外输入确诊病例2例（分别来自日本和巴基斯坦）。
1月9日，新增报告境外输入确诊病例1例（来自巴基斯坦）。
1月10日，新增报告境外输入确诊病例1例（来自加拿大）。
1月11日，新增报告境外输入确诊病例1例（来自埃塞俄比亚）。
1月12日，陕西省新冠肺炎疫情防控工作第三十三场新闻发布会上通报，1月7日，三原县报告了1例新冠肺炎疑似病例，系11岁女小学生。
1月14日，新增报告外省输入本地确诊病例1例，新增报告境外输入确诊病例1例，治愈出院1例。
1月15日，新增报告境外输入确诊病例1例，确诊病例治愈出院1例。
1月17日，新增报告境外输入确诊病例3例。
1月18日，新增报告境外输入确诊病例1例。
1月19日，新增报告境外输入确诊病例2例。
1月23日，新增报告境外输入确诊病例1例。
1月25日，新增报告境外输入确诊病例1例。
1月26日，新增1例本土确诊病例，由疑似病例转归。
1月29日，新增报告境外输入确诊病例1例。
1月30日，新增报告境外输入确诊病例2例。

### 2021年2月
2月1日，新增报告境外输入确诊病例1例。
2月2日，新增报告境外输入确诊病例1例（系1月31日发布无症状感染者转确诊）。
2月5日，新增报告境外输入确诊病例1例。
2月9日，新增报告境外输入确诊病例1例。
2月14日，新增报告境外输入确诊病例1例（系2月12日发布无症状感染者1转确诊）。
2月15日，新增报告境外输入确诊病例2例。
2月23日，新增报告境外输入确诊病例2例。
2月26日，新增报告境外输入确诊病例2例。

### 2021年3月
3月1日，新增报告境外输入确诊病例1例。
3月2日，新增报告境外输入确诊病例1例。
3月5日，新增报告境外输入确诊病例2例。
3月7日，新增报告境外输入确诊病例2例。
3月9日，新增报告境外输入确诊病例1例。
3月11日，新增报告境外输入确诊病例1例。
3月13日，新增报告境外输入确诊病例1例。
3月14日，新增报告境外输入确诊病例1例。
3月18日，西安市报告1例封闭隔离病区本土确诊病例，该确诊患者为西安市第八医院检验师，感染前已完成疫苗2针接种。在4月20日中国疾病预防控制中心出版的英文《中国疾病预防控制中心周报》中透露了感染病毒的细节，其原因是她在发病前5天可能暴露于携带有在英国发现的变异病毒环境条件中。
3月22日，新增报告境外输入确诊病例2例。
3月25日，新增报告境外输入确诊病例1例、无症状感染者2例。
3月27日，新增报告境外输入确诊病例1例、无症状感染者3例。
3月30日，新增报告境外输入确诊病例1例。

### 2021年4月
4月1日，新增报告境外输入确诊病例1例。
4月4日，新增报告境外输入确诊病例4例。
4月7日，新增报告境外输入确诊病例1例。
4月8日，新增报告境外输入确诊病例2例。
4月9日，新增报告境外输入确诊病例1例。西安市第八医院检验师治愈出院。
4月11日，新增报告境外输入确诊病例2例。
4月15日，新增报告境外输入确诊病例1例。
4月16日，新增报告境外输入确诊病例2例。
4月17日，新增报告境外输入确诊病例4例。
4月18日，新增报告境外输入确诊病例1例。
4月19日，新增报告境外输入确诊病例1例（系4月18日发布无症状感染者4转确诊）。
4月23日，新增报告境外输入确诊病例1例。
4月25日，新增报告境外输入确诊病例1例。

### 2021年5月
5月6日，新增报告境外输入确诊病例1例。
5月7日，新增报告境外输入确诊病例1例。
5月9日，新增报告境外输入确诊病例2例。
5月10日，新增报告境外输入确诊病例1例。
5月11日，新增报告境外输入确诊病例1例。
5月12日，新增报告境外输入确诊病例1例。
5月14日，新增报告境外输入确诊病例2例。
5月15日，新增报告境外输入确诊病例1例。
5月17日，新增报告境外输入确诊病例6例。
5月18日，新增报告境外输入确诊病例2例。
5月19日，新增报告境外输入确诊病例1例。
5月23日，新增报告境外输入确诊病例2例。
5月24日，新增报告境外输入确诊病例1例。
5月25日，新增报告境外输入确诊病例1例。
5月28日，新增报告境外输入确诊病例2例。
5月29日，新增报告境外输入确诊病例1例。

### 2021年6月
6月3日，新增报告境外输入确诊病例1例。
6月5日，新增报告境外输入确诊病例1例（系6月1日发布无症状感染者3转确诊）。
6月9日，新增报告境外输入确诊病例2例。
6月11日，新增报告境外输入确诊病例1例。
6月12日，新增报告境外输入确诊病例1例。
6月18日，新增报告境外输入确诊病例2例（均为无症状感染者转确诊）。
6月28日，新增报告境外输入确诊病例2例、无症状感染者4例。
6月30日，新增报告境外输入确诊病例1例、无症状感染者4例。

### 2021年7月
7月2日，新增报告境外输入确诊病例1例、无症状感染者1例。
7月4日，新增报告境外输入确诊病例1例、无症状感染者3例。
7月6日，新增报告境外输入确诊病例2例、无症状感染者2例，确诊病例治愈出院1例。
7月9日，新增报告境外输入确诊病例3例，无症状感染者解除医学观察1例。7月10日5时50分，新增报告1例省外输入无症状感染者。
7月10日，新增报告境外输入确诊病例1例、无症状感染者1例。
7月12日，新增报告境外输入确诊病例1例、无症状感染者2例。
7月13日，新增报告境外输入确诊病例1例（7月6日发布无症状感染者3转确诊）。
7月15日，新增报告境外输入确诊病例1例（6月29日发布无症状感染者1转确诊）。
7月16日，新增报告境外输入确诊病例2例。
7月17日，新增报告境外输入确诊病例2例、无症状感染者2例。
7月18日，新增报告境外输入确诊病例3例、无症状感染者1例。
7月20日，新增报告境外输入确诊病例6例、无症状感染者3例。
7月21日，新增报告境外输入确诊病例2例。
7月22日，新增报告境外输入确诊病例2例、无症状感染者1例。
7月27日，新增报告境外输入确诊病例1例。

### 2021年8月
8月1日，新增报告境外输入确诊病例3例。
8月2日，新增报告境外输入确诊病例2例。
8月5日，新增报告境外输入确诊病例2例、无症状感染者1例。
8月8日，新增报告境外输入确诊病例1例。
8月9日，新增报告境外输入确诊病例1例（系8月3日发布无症状感染者转确诊）。
8月12日，新增报告境外输入确诊病例1例。
8月13日，新增报告境外输入确诊病例1例。
8月16日，新增报告境外输入确诊病例1例。
8月23日，新增报告境外输入确诊病例1例（系8月17日发布无症状感染者2转确诊）。

### 2021年9月
9月2日，新增报告境外输入确诊病例1例。
9月12日，新增报告境外输入确诊病例1例。

### 2021年10月
10月1日，新增报告境外输入确诊病例1例。
10月4日，新增报告境外输入确诊病例3例。
10月8日，新增报告境外输入确诊病例1例。
10月11日，新增报告境外输入确诊病例1例、无症状感染者5例。
10月14日，新增报告境外输入确诊病例1例（系10月12日发布无症状感染者5转确诊）。
10月15日，新增报告境外输入确诊病例1例、无症状感染者1例。
10月16日，新增报告境外输入确诊病例1例、无症状感染者1例。10月16日0时-10月17日7时，新增2例外省游客核酸检测阳性病例，系夫妻关系，均为上海某高校退休教师。10月9日乘坐CA1216次航班（上海浦东—西安）在西安中转，乘坐MU9649次航班（西安—张掖）转机前往张掖市，后在甘肃、内蒙古自驾旅游。10月15日13时38分，该夫妇2人持13日内蒙古额济纳旗人民医院核酸检测阴性证明，搭乘MU2165航班（嘉峪关—西安）入陕，17时入住唐隆国际酒店。10月15日9时在甘肃嘉峪关中医医院进行1：10混检，结果异常，当地通知该2人原地等候，但该2人自行离开。10月16日上午9时，该2人乘坐出租车前往西安市第八医院采集核酸样本，当日17时核酸检测结果初筛阳性。经省市疾控中心复核阳性，目前在西安市第八医院隔离病区观察。后据媒体报道，一些网民认定2人检测阳性后“自行离开”“极其不妥”，该网站记者采访两名上海游客之一的姜先生和甘肃省卫健委有关工作人员发现“自行离开”的说法不实，甘肃省卫健委工作人员表示，两名上海游客并非检测阳性后擅自出游，也未违反嘉峪关市有关防疫规定。
10月17日0时-10月18日7时，新增报告6例本土确诊病例（其中2例为10月17日已发布的外省游客核酸检测阳性病例，另2例为共同出游人员）、1例本土无症状感染者（为共同出游人员）。新增报告境外输入确诊病例1例。当日起，西安大雁塔景区、大唐不夜城步行街暂停开放。10月18日7时-10月18日24时，新增报告1例本土确诊病例，曾于10月16日陪同10月18日发布的外省输入确诊病例3、4、5、6和无症状感染者在西安游玩。
10月19日，陕西新增报告1例本土确诊病例（系10月18日发布的本土无症状感染者转确诊）；新增报告1例境外输入确诊病例（系10月13日发布的无症状感染者1转确诊）。
10月21日，陕西新增报告3例本土确诊病例，新增报告境外输入确诊病例1例、无症状感染者1例。
10月23日，陕西省疾控中心通报称，10月17日凌晨，陕西省疾控中心接到病例1闫某和病例2姜某的标本后，立即复核并第一时间启动病毒全基因组测序工作。18日凌晨1时完成测序，鉴定毒株型别为德尔塔。经初步比对分析，认定该变异株与同期内蒙古二连浩特疫情、新疆霍尔果斯疫情的毒株无关联性，为一轮新的疫情。当日陕西省新增报告2例本土确诊病例，均在西安市。
10月24日7-24时，陕西省新增报告1例本土确诊病例。病例现居西安市雁塔区，唐隆国际酒店前台服务人员。

### 2021年11月
11月5日，陕西省新增报告境外输入确诊病例1例。
11月6日，陕西省新增报告境外输入确诊病例2例。
11月8日，陕西省新增报告境外输入确诊病例1例。
11月14日，陕西省新增报告境外输入确诊病例1例。
11月16日，陕西省新增报告境外输入确诊病例1例。
11月21日，陕西省新增报告境外输入确诊病例1例、无症状感染者2例。
11月22日，陕西省新增报告境外输入确诊病例1例。
11月24日，陕西省新增报告境外输入确诊病例2例、无症状感染者2例。

### 2021年12月
12月1日，陕西省新增报告境外输入确诊病例1例（为12月1日发布的境外归国集中隔离期满确诊病例）。
12月2日，咸阳市报告1例境外输入关联本土新冠肺炎确诊病例。
12月5日，陕西省新增报告境外输入确诊病例2例、无症状感染者2例。
12月6日，新增报告境外输入确诊病例1例（系12月2日发布无症状感染者1转确诊）。
12月7日，陕西省新增报告境外输入确诊病例1例、无症状感染者2例。
12月8日0时-12月9日7时，陕西新增报告本土确诊病例1例。新增报告境外输入确诊病例1例、无症状感染者1例。
12月9日0-24时，陕西省新增报告境外输入确诊病例2例（其中1例为境外归国集中隔离期满确诊病例）、无症状感染者2例。
12月10日，陕西省新增报告境外输入确诊病例2例、无症状感染者3例。
12月11日，陕西省新增报告境外输入确诊病例1例。
12月12日，陕西报告新增1例新冠肺炎本土确诊病例。
12月13日，陕西省新增报告本土确诊病例1例，为西安市灞桥区境外人员隔离酒店工作人员，曾与12月9日发布的本土确诊病例同房间居住。
12月14日0时-15日8时，陕西省新增报告本土确诊病例2例、本土核酸检测初筛阳性病例1例；新增报告境外输入确诊病例4例。12月15日10点20分，初筛阳性病例张某某转为确诊病例。
12月15日10时20分-12月16日8时，陕西省新增报告本土确诊病例2例，新增报告境外输入确诊病例1例、无症状感染者1例。同日8时-14时，陕西省新增报告本土确诊病例3例（西安2例、延安1例）、无症状感染者1例（西安）。同日14时-12月17日8时，陕西省新增报告本土确诊病例3例、本土无症状感染者3例，均在西安。
12月17日8时-12月18日8时，陕西省新增报告本土确诊病例7例、本土无症状感染者2例，均在西安。
12月18日，陕西省新增本土确诊病例10例、无症状感染者3例，均在西安。
12月19日，陕西省新增报告本土确诊病例24例（西安21例、延安2例、咸阳1例）、本土无症状感染者1例（西安）；新增报告境外输入确诊病例1例、无症状感染者1例。
12月20日，陕西新增报告本土确诊病例43例，其中西安市42例、咸阳市1例，另外新增报告境外输入确诊病例1例。
12月21日，陕西省新增报告本土确诊病例53例（西安市52例、咸阳市1例）。
12月22日，西安當局通報，西安第二轮全员核酸共发现阳性人员127例。12月22日0时-23日8时，新增报告本土确诊病例86例（西安市84例、咸阳市1例、延安市1例），无新增报告境外输入确诊病例、疑似病例、无症状感染者。
12月23日0-24时，陕西新增报告本土确诊病例52例。另新增境外输入确诊病例2例。
12月24日0-24时，陕西新增报告本土确诊病例78例（西安市75例、延安市2例、咸阳市1例）。
12月25日，陕西省新增报告本土确诊病例157例（西安市155例、咸阳市2例）；新增报告境外输入确诊病例4例。
12月26日，新增报告本土确诊病例152例（西安市150例、咸阳市1例、渭南市1例）。
12月27日，陕西省新增报告本土确诊病例180例（西安市175例、咸阳市3例、延安市2例），连续三天新增确诊病例均超过150例。新增报告境外输入确诊病例2例。
12月28日，陕西省新增报告本土确诊病例151例，均在西安市，连续四天新增确诊病例超过150例。新增报告境外输入确诊病例1例。
12月29日，西安新增155例。新增报告境外输入确诊病例1例、无症状感染者1例。
12月30日，陕西省新增报告本土确诊病例165例（西安市161例、咸阳市2例、延安市2例），西安市因统计原因核减1例。
12月31日，陕西省新增报告本土确诊病例174例（均在西安市），新增报告境外输入确诊病例1例。

### 2022年1月
1月1日，陕西省新增报告本土确诊病例123例（西安市122例、延安市1例）、治愈出院1例。
1月2日，陕西省新增报告本土确诊病例92例（西安市90例、咸阳市1例、延安市1例），其中隔离管控发现82例、封控区筛查发现10例；治愈出院3例。新增报告境外输入确诊病例1例。
1月3日，陕西省新增报告本土确诊病例95例（均在西安市），其中隔离管控发现78例、封控区筛查发现9例、管控区筛查发现5例、社区筛查发现1例、重点人群筛查发现2例；治愈出院8例。
1月4日，陕西省新增报告本土确诊病例35例（均在西安市），其中隔离管控发现30例、封控区筛查发现1例、管控区筛查发现4例；治愈出院20例。新增报告境外输入确诊病例1例。
1月5日，陕西省新增报告本土确诊病例63例（均在西安市），其中隔离管控发现57例、封控区筛查发现3例、管控区筛查发现2例、重点人群筛查发现1例；治愈出院39例。
1月6日，陕西省新增报告本土确诊病例57例（均在西安市），其中隔离管控发现45例、封控区筛查发现7例、重点人群筛查发现5例；治愈出院39例。
1月7日，陕西省新增报告本土确诊病例46例（均在西安市），其中隔离管控发现45例、封控区筛查发现1例；治愈出院70例。
1月8日，陕西省新增报告本土确诊病例30例（均在西安市），其中隔离管控发现26例、管控区筛查发现4例；治愈出院83例（其中1例为12月2日发布的境外输入关联本土确诊病例）。
1月9日，陕西省新增报告本土确诊病例15例（均在西安市），其中隔离管控发现9例、管控区筛查发现3例、封控区筛查发现1例、重点人群筛查发现2例；治愈出院88例。
1月10日，陕西省新增报告本土确诊病例13例（均在西安市，隔离管控中发现）、治愈出院70例。
1月11日，陕西省新增报告本土确诊病例8例（均在西安市，隔离管控中发现）、治愈出院125例。
1月12日，陕西省新增报告本土确诊病例6例（均在西安市），其中隔离管控发现4例、重点人群筛查发现2例；治愈出院122例。
1月13日，陕西省新增报告本土确诊病例8例（均在西安市），其中隔离管控发现7例、重点人群筛查发现1例；治愈出院171例。
1月14日，陕西省新增报告本土确诊病例4例（均在西安市，重点人群筛查发现）、治愈出院104例。
1月15日，陕西省新增报告本土确诊病例1例（在西安市，隔离管控发现），治愈出院61例。
1月16日，陕西省新增报告本土确诊病例5例（均在西安市，隔离管控发现），治愈出院146例。
1月17日，陕西省新增报告本土确诊病例1例（在西安市，隔离管控发现），治愈出院73例。
1月18日，陕西省无新增报告本土确诊病例、疑似病例、无症状感染者，治愈出院111例。这是本轮疫情发生以来首次无新增。
1月19日，陕西省无新增报告本土确诊病例、疑似病例、无症状感染者，治愈出院142例。这是本轮疫情发生以来连续第二天无新增。
1月20日，陕西省新增报告本土确诊病例3例（均在西安市，其中隔离管控发现1例、管控区筛查发现1例、重点人群筛查发现1例），治愈出院89例。
1月21日，陕西省无新增报告本土确诊病例、疑似病例、无症状感染者，治愈出院76例。

### 2022年3月
3月5日，西安市新增报告本土确诊病例2例，一人为外省来陕出差人员，另一人系本土确诊病例的同航班人员。基因测序结果为奥密克戎变异株（BA.2进化分支）。
3月7日0-8时，西安市新增报告本土确诊病例4例。同日8时-3月8日8时，新增报告本土确诊病例11例（西安9例、宝鸡1例、汉中1例）。
3月8日8-24时，陕西省新增报告本土确诊病例7例（西安2例、宝鸡5例），均在隔离管控中发现。
3月9日0-12时，陕西省新增报告本土确诊病例10例（西安8例、宝鸡2例)。12-24时，新增报告本土确诊病例11例（西安市5例、宝鸡市5例、汉中市1例）。
3月10日，新增报告本土确诊病例18例（西安市8例、宝鸡市8例、汉中市2例）。
3月11日，新增报告本土确诊病例30例（西安市13例、宝鸡市12例、汉中市4例、杨凌1例）。
3月12日，新增报告本土确诊病例39例（西安6例、宝鸡31例、汉中2例）、无症状感染者4例（西安3例、宝鸡1例，3月13日均转确诊）。
3月13日，新增报告本土确诊病例60例，其中西安14例、宝鸡45例、汉中1例。
3月14日，新增报告本土确诊病例53例（西安6例、宝鸡40例、咸阳1例、铜川2例、汉中4例）。當天，西安一名新冠肺炎确诊病例被指瞞報而被立案侦查。
3月15日12时起，咸陽市实施临时交通管制。当日陕西省新增报告本土确诊病例28例（西安8例、宝鸡13例、咸阳1例、铜川1例、汉中5例）。
3月16日，新增报告本土确诊病例26例（西安2例、宝鸡14例、咸阳2例、铜川4例、汉中4例），出院5例。
3月17日，新增报告本土确诊病例33例（西安4例、宝鸡20例、铜川5例、汉中4例），出院6例。
3月18日，新增报告本土确诊病例11例（西安1例、宝鸡7例、铜川1例、汉中2例），出院8例。
3月19日，新增报告本土确诊病例15例（宝鸡11例、铜川3例、汉中1例），出院8例。
3月20日，新增报告本土确诊病例14例（西安2例、宝鸡10例、铜川2例），出院10例。
3月21日，新增报告本土确诊病例7例（宝鸡），出院4例。
3月22日，新增报告本土确诊病例3例（西安1例、宝鸡2例），出院16例。
3月23日，新增报告本土确诊病例1例、无症状感染者2例，均在西安。出院15例。
3月24日，新增报告本土确诊病例3例(宝鸡)，出院34例。
3月25日，新增报告本土确诊病例1例、无症状感染者2例，均在宝鸡。出院26例。
3月26日，新增报告本土确诊病例1例、无症状感染者5例，均在安康市紫阳县。
3月27日，新增报告本土确诊病例4例（安康市紫阳县），均为无症状感染者转确诊。
3月28日，新增报告本土确诊病例3例（宝鸡1例、安康2例），出院28例。

### 2022年4月
4月2日，报告本土确诊病例3例，其中西安1例、宝鸡2例。
4月3日，新增报告本土确诊病例1例(西安)。
4月5日，新增报告本土确诊病例1例（西安）、无症状感染者1例（宝鸡）。
4月7日，新增报告本土确诊病例11例、无症状感染者3例，均在西安。
4月8日，新增报告本土确诊病例8例，其中西安7例（含2例无症状感染者转确诊）、商洛1例。
4月9日，新增报告本土确诊病例2例（均在西安）。
4月10日，新增报告本土确诊病例7例（西安6例、渭南1例）。
4月12日，新增报告本土确诊病例2例（均在西安）。
4月13日，新增报告本土确诊病例2例（西安1例、渭南1例）、无症状感染者2例（均在西安）。
4月14日，新增报告本土确诊病例3例（均在西安）、无症状感染者4例（西安3例、渭南1例）。
4月15日，新增报告本土确诊病例1例、无症状感染者1例，均在西安。
4月16日0时至19日24时，西安再度实行临时性管控措施，西安全市小区（村）、单位人员非必要不外出，一般在小区内活动。西安當局表示4月2日西安发现省外输入新冠肺炎阳性感染者，截至4月15日18时，西安累计发现本土阳性感染者43例。此轮疫情为奥密克戎变异毒株。当日陕西省新增报告本土确诊病例3例（西安2例、渭南1例）、无症状感染者2例（西安1例、渭南1例）。
4月17日，新增报告本土确诊病例2例（均在西安）。
4月18日，新增报告本土确诊病例1例、无症状感染者4例，均在西安。
4月19日，新增报告本土确诊病例5例（均在西安）,其中1例为无症状感染者转确诊。
4月21日，新增报告本土确诊病例3例（均在西安），其中1例为无症状感染者转确诊。
4月27日，新增报告本土确诊病例1例（杨凌）。

### 2022年5月
5月，西安临潼区在高速卡口发现一例初筛阳性人员，为外省务工返回人员。该人员在外省已被确定为确诊病例，经治疗后返回属于复阳病例。检测异常是体内残留核酸片段。5月7日，西安进行全域核酸检测。
5月12日，安康汉阴县高速路口发现一例输入新冠病毒核酸检测阳性人员，系从外省自驾返回。
5月21日，陕西省新增报告本土确诊病例1例（西安），该人员5月20日从外省自驾返回西安。
5月23日，陕西省新增报告本土确诊病例4例，均在西安，均为与5月22日发布的本土确诊病例同车从外省返回的人员。

### 2022年6月
6月9日，新增报告境外输入确诊病例1例，系6月8日发布的境外输入无症状感染者，在隔离医学观察期间出现症状，6月9日被订正为新冠肺炎确诊病例。
6月12日，新增报告境外输入确诊病例5例，均为6月11日由巴基斯坦伊斯兰堡至西安PK854航班乘客。
6月13日，新增报告境外输入确诊病例12例，其中7例为6月12日由里斯本至西安JD430航班乘客，5例为6月12日布鲁塞尔至北京分流入境HU492航班乘客；新增报告境外输入无症状感染者1例，为6月12日由里斯本至西安JD430航班乘客。
6月14日，新增报告境外输入确诊病例1例（无症状感染者转确诊）、无症状感染者2例，均为6月12日由里斯本至西安JD430航班乘客。
6月16日，新增报告境外输入确诊病例3例，均为6月15日由布鲁塞尔至西安HU492航班乘客。
6月17日，新增报告境外输入确诊病例1例（无症状感染者转确诊）。
6月18日，新增报告境外输入确诊病例1例，为6月15日由布鲁塞尔至西安HU492航班乘客；新增报告境外输入无症状感染者2例，均为6月12日布鲁塞尔至西安HU492航班乘客。
6月19日，新增报告境外输入确诊病例3例，其中2例为6月18日由伊斯兰堡至北京分流入境PK854航班乘客，1例为6月12日由里斯本至西安JD430航班乘客。
6月20日，新增报告境外输入确诊病例3例，其中2例为6月19日由布鲁塞尔至北京分流入境HU492航班乘客，1例为6月18日伊斯兰堡至北京分流入境PK854航班乘客；新增报告境外输入无症状感染者6例，其中3例为6月19日由布鲁塞尔至北京分流入境HU492航班乘客，3例为6月19日由里斯本至西安JD430航班乘客。
6月21日，新增报告境外输入确诊病例3例，其中1例为6月20日斯德哥尔摩至北京分流入境CA912航班乘客，2例为6月19日布鲁塞尔至北京分流入境HU492航班乘客；新增报告境外输入无症状感染者1例，为6月21日首尔至西安KE9807航班乘客。
6月22日，新增报告境外输入确诊病例2例，均为6月19日里斯本至西安JD430航班乘客。
6月24日，新增报告境外输入确诊病例5例。其中1例为6月22日布鲁塞尔至北京分流入境HU492航班乘客（无症状感染者转确诊），3例为6月19日布鲁塞尔至北京分流入境HU492航班乘客（其中1例为无症状感染者转确诊），1例为6月23日塔什干至西安HY501航班乘客；新增报告境外输入无症状感染者6例，其中3例为6月23日塔什干至西安HY501航班乘客，1例为6月20日斯德哥尔摩至北京分流入境CA912航班乘客，1例为6月20日伊斯兰堡至西安PK6854航班乘客，1例为6月22日布鲁塞尔至北京分流入境HU492航班乘客。
6月26日，新增报告境外输入确诊病例6例。其中1例为6月25日伊斯兰堡至北京分流入境PK854航班乘客。1例为6月23日塔什干至西安HY501航班乘客。1例为6月26日里斯本至西安JD430航班乘客。3例为6月19日布鲁塞尔至北京分流入境HU492航班乘客；新增报告境外输入无症状感染者4例，其中2例为6月19日布鲁塞尔至北京分流入境HU492航班乘客。1例为6月25日伊斯兰堡至北京分流入境PK854航班乘客。1例为6月26日里斯本至西安JD430航班乘客。
6月29日，新增报告境外输入确诊病例2例，新增报告境外输入无症状感染者1例。
6月30日，新增报告境外输入确诊病例3例，新增报告境外输入无症状感染者2例。

### 2022年7月
7月2日0-18时，新增报告本土确诊病例1例（西安），通过重点人群检测发现。7月3日，西安高新区、西咸新区等多个地区开展新一轮核酸筛查。当日陕西省累计新增报告本土确诊病例3例、无症状感染者3例，均在西安；新增报告境外输入确诊病例1例（无症状感染者转确诊）。
7月3日0-24时，新增报告本土无症状感染者3例，均在西安。
7月4日，新增报告本土确诊病例7例、无症状感染者2例，均在西安。
7月5日，陕西省疾控中心表示本轮疫情为奥密克戎BA5变异株引起。西安市疫情防控指挥部决定自7月6日0时起，在全市实行7天临时性管控措施。公众娱乐休闲场所、人员聚集经营性场所、公共文化活动场所和农村集贸市场暂停营业1周。监所、福利院、养老机构等特殊场所封闭管理；各餐饮单位（含饮品店、小吃店、早餐店等，不含宾馆、单位内部食堂）暂停堂食1周；1周内暂不举办大型会议、各类线下培训，严控群体性活动；实行“喜事缓办、丧事简办、宴会不办”。所有宗教活动场所（含民间信仰场所）暂时关闭，暂停一切宗教活动；中小学、幼儿园提前放假，高校实行封闭管理，培训机构暂停营业1周。西安部分区域暂停跨省团队旅游和机票+酒店业务。当日，新增报告本土确诊病例1例、无症状感染者10例，均在西安。
7月6日，新增报告本土确诊病例3例、无症状感染者1例，均在西安。
7月7日，新增报告本土确诊病例1例、无症状感染者8例，均在西安。
7月8日，新增报告本土确诊病例1例、无症状感染者2例，均在西安。
7月9日，新增报告本土确诊病例2例（其中1例为无症状感染者转确诊）、无症状感染者1例，均在西安。
7月10日，新增报告本土确诊病例1例、无症状感染者1例，均在西安。新增报告境外输入确诊病例1例。
7月11日0-18时，新增报告本土确诊病例1例（宝鸡）。该人员7月9日乘坐火车途经陕西时，接到外省协查，按防控要求随即就近停靠宝鸡，第一时间落地管控，闭环转运至隔离酒店。当日陕西省新增报告境外输入确诊病例2例。
7月12日，无新增报告本土确诊病例、疑似病例、无症状感染者；新增报告境外输入确诊病例1例，新增报告境外输入无症状感染者3例。
7月13日，新增报告境外输入确诊病例1例，新增报告境外输入无症状感染者2例。
7月19日，新增报告境外输入确诊病例1例、境外输入无症状感染者3例。
7月20日，新增报告境外输入确诊新增报告境外输入确诊病例4例、境外输入无症状感染者4例病例1例、境外输入无症状感染者1例。
7月22日，新增报告境外输入确诊病例1例。
7月23日，新增报告境外输入确诊病例1例。
7月24日，新增报告境外输入确诊病例1例、境外输入无症状感染者3例。
7月25日，新增报告境外输入确诊病例1例。
7月26日，新增报告境外输入确诊病例1例。
7月27日，新增报告境外输入确诊病例2例、境外输入无症状感染者4例。
7月28日，新增报告境外输入确诊病例2例、境外输入无症状感染者3例。
7月29日，新增报告境外输入确诊病例4例、境外输入无症状感染者4例。
7月30日，新增报告境外输入确诊病例3例（其中2例为无症状感染者转确诊）、境外输入无症状感染者1例。
7月31日，新增报告境外输入确诊病例1例、境外输入无症状感染者7例。

### 2022年8月
8月1日，新增报告境外输入确诊病例1例、境外输入无症状感染者3例。
8月4日，新增报告境外输入确诊病例4例、境外输入无症状感染者5例。
8月10日，新增报告本土确诊病例1例（汉中），为外省返陕人员，通过密切接触者筛查发现；新增报告境外输入确诊病例1例、境外输入无症状感染者2例。
8月11日0-24时，新增报告本土确诊病例1例、无症状感染者1例，均在西安，均为8月11日西安市对省外来陕返陕人员落地核酸检测时发现；新增报告境外输入确诊病例2例、境外输入无症状感染者7例。8月12日0-1时，新增报告本土无症状感染者1例，在宝鸡（系外省协查就近下火车旅客）。
8月12日，新增报告境外输入确诊病例1例、境外输入无症状感染者9例。
8月13日，新增报告本土确诊病例1例（西安），为8月12日西安市对省外来陕返陕人员落地核酸检测时发现；新增报告境外输入确诊病例3例（其中1例为无症状感染者转确诊）、境外输入无症状感染者4例。
8月14日，新增报告本土确诊病例1例（汉中）、无症状感染者3例（均在西安）。新增报告境外输入确诊病例3例、境外输入无症状感染者3例。
8月15日，新增报告本土确诊病例4例（均在西安，其中2例为无症状感染者转确诊，另外2例在社区筛查中核酸检测混检结果异常，随后被集中隔离）、无症状感染者1例（在宝鸡，系外省协查就近下火车旅客）。
8月16日，新增报告本土确诊病例6例（西安5例、商洛1例）、无症状感染者10例（西安7例、商洛3例）。
8月17日，新增36例本土确诊病例，新增29例本土无症状感染者。
8月18日，新增52例本土确诊病例（1例为无症状感染者转确诊），其中商洛34例、西安15例、渭南2例、铜川1例；无症状感染者20例，其中商洛11例、西安5例、渭南4例。
8月19日，新增报告本土确诊病例33例，其中西安15例、商洛12例、渭南4例、宝鸡1例、咸阳1例；无症状感染者24例，其中西安12例、商洛10例、渭南2例。
8月20日，新增报告本土确诊病例21例，其中西安10例、渭南7例、商洛4例；无症状感染者45例，其中商洛22例、西安20例、渭南1例、铜川1例、杨凌1例。
8月21日，新增报告本土确诊病例16例，其中西安7例、商洛6例、渭南3例；无症状感染者73例，其中商洛50例、西安14例、渭南7例、宝鸡2例。
8月22日，新增报告本土确诊病例13例（2例为无症状感染者转确诊），其中西安5例、商洛4例、渭南3例、延安1例；无症状感染者77例，其中商洛58例、西安9例、渭南5例、延安3例、榆林2例。
8月23日，新增报告本土确诊病例15例（3例为无症状感染者转确诊），其中西安9例、渭南4例、商洛2例；无症状感染者26例，其中商洛16例、西安9例、渭南1例。
8月24日0-14时，榆林市报告5例本土确诊病例、2例本土无症状感染者。当日累计新增报告本土确诊病例16例（2例为无症状感染者转确诊），其中榆林7例（5例昨日已发布）、西安6例、渭南1例、商洛1例、宝鸡1例；无症状感染者51例，其中商洛41例、西安7例、榆林3例（2例昨日已发布）。
8月25日，新增报告本土确诊病例15例（11例为无症状感染者转确诊），其中西安6例、渭南6例、商洛2例、榆林1例；无症状感染者51例，其中商洛44例、渭南3例、榆林3例、西安1例。新增报告境外输入确诊病例1例。
8月26日，新增报告本土确诊病例5例，其中榆林4例、西安1例；无症状感染者22例，其中商洛14例、西安5例、榆林2例、渭南1例。
8月27日，新增报告本土确诊病例13例，其中榆林9例、汉中3例、渭南1例；无症状感染者44例，其中商洛24例、榆林19例、渭南1例。
8月28日，新增报告本土确诊病例6例，其中榆林4例（1例为无症状感染者转确诊）、汉中1例、西安1例；无症状感染者20例，其中商洛10例、榆林6例、渭南3例、西安1例。新增报告境外输入确诊病例2例、境外输入无症状感染者4例。
8月29日，新增报告本土确诊病例8例，其中榆林4例（2例为无症状感染者转确诊）、商洛3例、渭南1例；无症状感染者16例，其中商洛8例、榆林3例、渭南3例、宝鸡2例。
8月30日，新增报告本土确诊病例4例，其中榆林2例（1例为无症状感染者转确诊）、西安1例、宝鸡1例（为无症状感染者转确诊）；无症状感染者16例，其中西安6例、商洛6例、渭南3例、榆林1例。
8月31日，新增报告本土确诊病例4例，其中榆林3例（1例为无症状感染者转确诊）、西安1例；无症状感染者16例，其中西安7例、商洛6例、宝鸡1例、渭南1例、榆林1例。

### 2022年9月
9月1日，新增报告本土确诊病例8例，其中汉中4例、西安1例（为无症状感染者转确诊）、渭南1例（为无症状感染者转确诊）、榆林1例（为无症状感染者转确诊）、延安1例；无症状感染者5例，其中渭南2例、西安1例、商洛1例、榆林1例。
9月2日，新增报告本土确诊病例8例，其中渭南4例、西安3例、榆林1例；无症状感染者11例，其中渭南7例、西安3例、商洛1例。
9月3日，新增报告本土确诊病例1例（渭南）、无症状感染者8例（渭南4例、西安2例、榆林2例）。新增报告境外输入确诊病例4例（2例为无症状感染者转确诊）。
9月4日，新增报告本土确诊病例2例（西安1例、渭南1例）、无症状感染者4例（渭南3例、西安1例）。
9月5日，新增报告本土确诊病例2例，其中渭南1例、西安1例（为无症状感染者转确诊）；无症状感染者1例（渭南）。新增报告本土确诊病例2例，其中渭南1例、西安1例（为无症状感染者转确诊）；无症状感染者1例（渭南）。
9月6日0-14时，宝鸡市报告3例本土无症状感染者，均在重点人员筛查中发现。当日累计新增报告本土确诊病例1例（渭南）；无症状感染者12例，其中宝鸡11例、西安1例。
9月7日，新增报告本土确诊病例1例、无症状感染者4例，均在宝鸡。新增报告境外输入确诊病例1例。
9月8日，新增报告本土确诊病例4例，其中汉中2例、西安1例（为无症状感染者转确诊）、宝鸡1例；无症状感染者11例（宝鸡）。新增报告境外输入确诊病例1例、境外输入无症状感染者1例。
9月9日，新增报告本土确诊病例1例（渭南）；无症状感染者18例，其中宝鸡17例、商洛1例。新增报告境外输入确诊病例1例。
9月10日，新增报告本土无症状感染者24例，其中宝鸡17例、商洛7例。
9月11日，新增报告本土确诊病例2例，均在宝鸡（为无症状感染者转确诊）；无症状感染者31例，其中宝鸡21例、商洛10例。
9月12日，新增报告本土无症状感染者13例，其中宝鸡8例、商洛5例。
9月13日，新增报告本土无症状感染者14例，其中宝鸡11例、西安2例、商洛1例。
9月14日，新增报告本土确诊病例1例（西安）、无症状感染者8例（宝鸡7例、商洛1例）。
9月15日，新增报告本土确诊病例4例，均在西安（其中1例为无症状感染者转确诊）；无症状感染者1例（商洛）。
9月16日，新增报告本土确诊病例1例（西安）、无症状感染者7例（宝鸡4例、西安1例、咸阳1例、商洛1例）。
9月17日，新增报告无症状感染者2例（均在宝鸡）。
9月18日，新增报告本土无症状感染者3例（均在宝鸡）。新增报告境外输入确诊病例1例。
9月20日，新增报告本土无症状感染者1例（渭南，外省返陕人员）。新增报告境外输入确诊病例1例。
9月21日，无新增报告本土确诊病例、疑似病例、无症状感染者。新增报告境外输入确诊病例2例。
9月22日，新增报告本土无症状感染者2例（汉中1例、宝鸡1例，均为外省自驾人员）。
9月23日，新增报告本土无症状感染者1例（西安）。新增报告境外输入确诊病例2例、境外输入无症状感染者7例。
9月24日，新增报告本土无症状感染者4例（西安2例、渭南2例，均为外省返陕人员）。
9月25日，新增报告本土确诊病例1例（咸阳），该患者因脑梗死，于9月21日13时左右由妻子、儿子、女儿陪同乘坐救护车从新疆库尔勒市出发，22日18时20分从福银高速咸阳机场西口下高速，19时到达延安大学咸阳医院，22日20时入住脑血管病楼15病区神经内科。入院时该患者与3名陪同家属核酸检测为阴性；无症状感染者3例，其中咸阳2例、西安1例。新增报告境外输入确诊病例1例、境外输入无症状感染者3例。咸阳市从9月25日起，对主城区开展连续5天的全员核酸检测；对主城区人员聚集的影剧院、足浴、网吧、KTV、文娱场所、夜市等人员聚集和密闭场所暂停3天。9月26日起，咸阳市主城区所有学校线下教学转为线上教学，培训机构暂停。
9月26日，新增报告本土确诊病例2例，其中咸阳1例、汉中1例（为无症状感染者转确诊）；无症状感染者1例（咸阳）。
9月27日，新增报告本土确诊病例7例，其中西安1例、咸阳5例（1为无症状感染者转确诊）、汉中1例；无症状感染者3例，其中西安2例、咸阳1例。新增报告境外输入确诊病例1例、境外输入无症状感染者1例。
9月28日，新增报告本土确诊病例1例（咸阳）、无症状感染者4例（西安2例、咸阳1例、榆林1例）。
9月29日，新增报告本土确诊病例4例，其中咸阳3例（1例为无症状感染者转确诊）、榆林1例（为无症状感染者转确诊）；新增报告本土无症状感染者15例，其中西安8例、商洛5例（均为主动报备发现）、咸阳2例。
9月30日，新增报告本土确诊病例2例（均在西安）、本土无症状感染者3例（西安1例、咸阳1例、商洛1例）。

### 2022年10月
10月1日，新增报告本土确诊病例3例，其中咸阳2例（为无症状感染者转确诊）、西安1例；本土无症状感染者6例（西安4例、咸阳1例、榆林1例）。
10月2日，新增报告本土确诊病例1例（西安）、本土无症状感染者11例（西安4例、渭南3例、宝鸡1例、商洛1例、延安1例、榆林1例）。
10月3日，新增报告本土确诊病例2例，其中咸阳1例（为无症状感染者转确诊）、延安1例；本土无症状感染者14例（西安6例、宝鸡3例、商洛3例、咸阳2例）。
10月4日，新增报告本土确诊病例5例，其中延安2例（昨日已发布）、咸阳1例（无症状转确诊）、渭南1例、汉中1例；本土无症状感染者17例，其中西安12例、宝鸡3例、咸阳1例、韩城1例。同日凌晨1: 50左右，一辆车牌号为新AA5232的大客车从乌鲁木齐到达西安汉城服务区并违规甩客，车上有乘客已检测呈阳性。5日，西安警方通报称，该涉事司机明知车上乘客有疫情风险地区旅居史的情况下，违规甩客后离开西安，涉嫌妨害传染病防治罪，被依法刑拘。另外一辆车牌号为冀T85357的大客车载有从外省出发的乘客到达泾阳服务区并违规甩客。
10月5日，新增报告本土确诊病例11例（渭南3例、延安3例、汉中3例、西安1例、韩城1例），其中省外输入6例；本土无症状感染者22例（西安7例、宝鸡4例、咸阳4例、商洛4例、渭南2例、延安1例），其中省外输入16例。同日，宝鸡市公安局陈仓分局发布通报，10月3日新AB3545大客车将新疆乌鲁木齐上车的乘客在甘肃瓜州县转运给豫GK2728大客车，豫GK2728大客车向河南省新乡市返程，10月5日6时40分许，行驶至宝汉高速宝鸡北服务区西区时违规将36名乘客甩在服务区，接到群众举报后，陈仓区疫情指挥部迅速将乘客接走集中隔离。而从外省开往河南的豫N86777大巴车在商洛市商南县金丝峡服务区停车，将车上4名从外省返回南阳的旅客放在服务区后离开，致4人滞留8小时。4人已送交原籍管控。
10月6日，新增本土感染者50例，其中本土无症状感染者45例（咸阳19例、西安14例、渭南7例、宝鸡4例、杨凌1例）、本土确诊病例5例（西安2例、渭南1例、汉中1例、安康1例）。据通报，10月2日18时，一辆车牌号豫K90878的双层大巴车载有48名新疆旅居史人员，从甘肃瓜州出发，前往河南禹州，途中8人在甘肃庆阳、山西运城下车；剩余40人遭遇甩客滞留在永寿服务区西区，被永寿县点对点闭环转运集中隔离。截至10月6日24时，已有19人被确诊，均已送往咸阳市传染病院进行隔离治疗。
10月7日，新增本土感染者43例，其中本土无症状感染者29例（西安12例、咸阳7例、榆林4例、宝鸡3例、渭南2例、杨凌1例）、本土确诊病例14例（汉中9例、西安5例）。新增报告境外输入确诊病例1例、无症状感染者5例。
10月8日，新增本土感染者50例（省外输入27例）。其中本土确诊病例20例，包括汉中9例、西安7例、渭南2例、延安1例、榆林1例（无症状感染者转确诊）；本土无症状感染者30例，包括西安11例、渭南7例（2例昨日已发布）、宝鸡6例、商洛3例、咸阳3例。
10月9日，新增本土感染者26例（省外输入11例）。其中本土确诊病例9例（汉中8例、西安1例）；本土无症状感染者17例（西安6例、宝鸡3例、咸阳3例、渭南3例、延安1例、杨凌1例）。
10月10日，新增报告本土感染者24例（省外输入9例）。其中本土确诊病例9例（西安4例、渭南3例、安康1例、汉中1例）；本土无症状感染者15例（西安7例、渭南3例、宝鸡3例、延安2例）。
10月11日起，西安各学校除初中、高中毕业年级外，其他年级暂停线下教学，部分文旅场所暂停开放，部分区餐饮单位暂停堂食。当日新增报告本土感染者35例（省外输入16例）。其中本土确诊病例7例（西安3例、汉中3例、渭南1例）；本土无症状感染者28例（西安19例、咸阳3例、宝鸡3例、汉中2例、榆林1例）。
10月12日，新增报告本土无症状感染者25例（省外输入11例），其中西安8例、渭南8例、榆林4例、延安2例、宝鸡2例、商洛1例。
10月13日，新增报告本土确诊病例2例，其中西安1例、汉中1例（为无症状感染者转确诊）；本土无症状感染者24例（西安9例、渭南5例、宝鸡4例、商洛3例、榆林2例、咸阳1例）。
10月14日，新增报告本土确诊病例6例（西安4例、渭南2例）、本土无症状感染者25例（西安16例、渭南4例、咸阳3例、榆林1例、商洛1例）。
10月15日，新增报告本土确诊病例11例（西安6例、汉中2例、榆林2例、渭南1例）、本土无症状感染者26例（西安16例、商洛6例、渭南3例、咸阳1例）。
10月16日，新增报告本土确诊病例9例（西安5例、汉中3例、榆林1例）、本土无症状感染者23例（西安15例、渭南4例、汉中2例、商洛1例、榆林1例）。
10月17日，新增报告本土确诊病例9例（西安3例、渭南3例、汉中2例、延安1例）、本土无症状感染者27例（西安14例、渭南5例、汉中3例、商洛3例、咸阳2例）。
10月18日，新增报告本土确诊病例20例，其中汉中14例、渭南3例、西安3例（其中1例为无症状感染者转确诊）；本土无症状感染者40例（西安19例、汉中16例、渭南2例、咸阳2例、商洛1例）。新增报告境外输入确诊病例1例、境外输入无症状感染者1例。
10月19日，新增报告本土确诊病例25例，其中汉中17例（3例为无症状感染者转确诊）、西安6例、咸阳1例（为无症状感染者转确诊）、渭南1例；本土无症状感染者50例（西安28例、汉中10例、渭南6例、咸阳4例、商洛2例）。
10月20日，新增报告本土确诊病例29例，其中汉中16例（1例为无症状转确诊）、西安11例（1例为无症状转确诊）、渭南2例；新增报告本土无症状感染者41例（西安27例、汉中11例、渭南2例、咸阳1例）。
10月21日，新增报告本土确诊病例13例（汉中11例、西安2例）、新增报告本土无症状感染者37例（西安26例、汉中8例、咸阳1例、渭南1例、商洛1例）。
10月22日，新增报告本土确诊病例16例，其中西安9例（1例为无症状转确诊）、汉中7例；新增报告本土无症状感染者52例（西安38例、汉中12例、咸阳1例、渭南1例）。
10月23日，新增报告本土确诊病例22例，其中西安14例（1例为无症状转确诊）、汉中8例；新增报告本土无症状感染者59例（西安38例、汉中12例、咸阳9例）。
10月24日，新增报告本土确诊病例17例，其中西安11例（2例为无症状转确诊）、汉中6例；新增报告本土无症状感染者69例（西安41例、汉中15例、咸阳12例、宝鸡1例）。
10月25日，新增报告本土确诊病例12例，其中西安6例（2例为无症状转确诊）、汉中5例、咸阳1例；新增报告本土无症状感染者45例（西安25例、汉中10例、咸阳6例、宝鸡2例、榆林1例、渭南1例）。
10月26日，新增报告本土确诊病例13例（西安9例、汉中4例）、新增报告本土无症状感染者33例（西安15例、汉中11例、咸阳5例、榆林2例）。
10月27日起，西安市恢复堂食，顾客必須持有48小时内核酸检测阴性证明才能進店。当日新增报告本土确诊病例13例，其中西安9例（5例为无症状转确诊）、汉中3例、渭南1例；新增报告本土无症状感染者35例（西安24例、汉中6例、咸阳3例、宝鸡2例）。
10月28日，新增报告本土确诊病例11例，其中西安8例（3例为无症状转确诊）、汉中3例；新增报告本土无症状感染者51例（西安25例、渭南14例、榆林6例、汉中5例、咸阳1例）。
10月29日，新增报告本土确诊病例25例，其中西安18例（3例为无症状转确诊）、汉中4例（2例为无症状转确诊）、渭南2例、咸阳1例（为无症状转确诊）；新增报告本土无症状感染者36例（西安23例、渭南6例、宝鸡4例、汉中3例）。
10月30日，新增报告本土确诊病例9例，其中西安7例（1例为无症状转确诊）、渭南1例、榆林1例；新增报告本土无症状感染者52例（西安24例、宝鸡10例、渭南6例、榆林6例、汉中3例、咸阳1例、商洛1例、延安1例）。

### 2022年11月
11月19日起，西安部分公共场所暂停开放。